# Sprenggeschoss
Ein Sprenggeschoss ist ein Explosionsgeschoss für Gewehr oder Artillerie.

## Sprenggeschoss Artillerie
Das Sprenggeschoss wirkt im Ziel durch eine Druckwelle und eine Splittergarbe. Die Art bzw. die Einstellungen des Zünders bestimmen, welche Wirkung im Vordergrund steht.
Geschosse für die Artillerie haben einen Kopf- oder Bodenzünder und eine explosive Ladung aus TNT, Composition B oder aus speziellen insensitiven Sprengstoffen. Der Geschossmantel aus Stahl wird hitzebehandelt, damit er bei der Explosion, ausgelöst durch den Zünder, in unzählige Splitter zerplatzt.
Das Splitterbild ähnelt meist einem Schmetterling in unterschiedlicher Größe. Die Wirkung gegen weiche Ziele wird unter anderem mit der Fläche der tödlichen Zone (lethal area/zone) in Quadratmetern beschrieben.  Sie ist definiert als die Fläche, in der 50 % der Zielelemente getroffen sind. Die Größe der Fläche ist vom Kaliber der Granaten abhängig.
Geschosse, die mit einem Verzögerungszünder in ein Gebäude eindringen, durchschlagen zuerst Wand oder Dach und wirken dann durch die Druckwelle der Detonation im Gebäude.
Annäherungszünder und Zeitzünder zünden das Geschoss in einem gewissen Abstand über dem Ziel. Damit wird eine großflächige Verteilung der Splitter erreicht.

## Patronen mit Sprengwirkung
Das Sprenggeschoss für Gewehre verfügt meist über einen starken Geschossmantel, der beim Auftreffen zerplatzt und diese erwünschte Splitterwirkung erzeugt.
Eine aus dem Zweiten Weltkrieg bekannte Munition mit Sprengwirkung ist die „B-Patrone“ (Beobachter-Patrone) für das Kaliber 7,92 × 57 mm, die beim Auftreffen einen Lichtblitz und eine weiße Rauchwolke erzeugte. Diese war ursprünglich vor allem für den Nachtkampf durch Maschinengewehrschützen gedacht, um ihnen die Lenkung des eigenen Feuers zu erleichtern, ohne die eigene Position zu verraten, wie dies bei Leuchtspurmunition der Fall war. Schnell wurde diese Munitionsart von Scharfschützen übernommen.
Im Rahmen der Entwicklungen des Small Arms Master Plan wurde für das Barrett XM109 Anfang der 2000er Jahre auch sogenannte Air-Burst-Munition für Handfeuerwaffen erprobt.